# Degenfeld (Schwäbisch Gmünd)
Degenfeld ist ein Stadtteil von Schwäbisch Gmünd in Baden-Württemberg.

## Geographie

### Geographische Lage

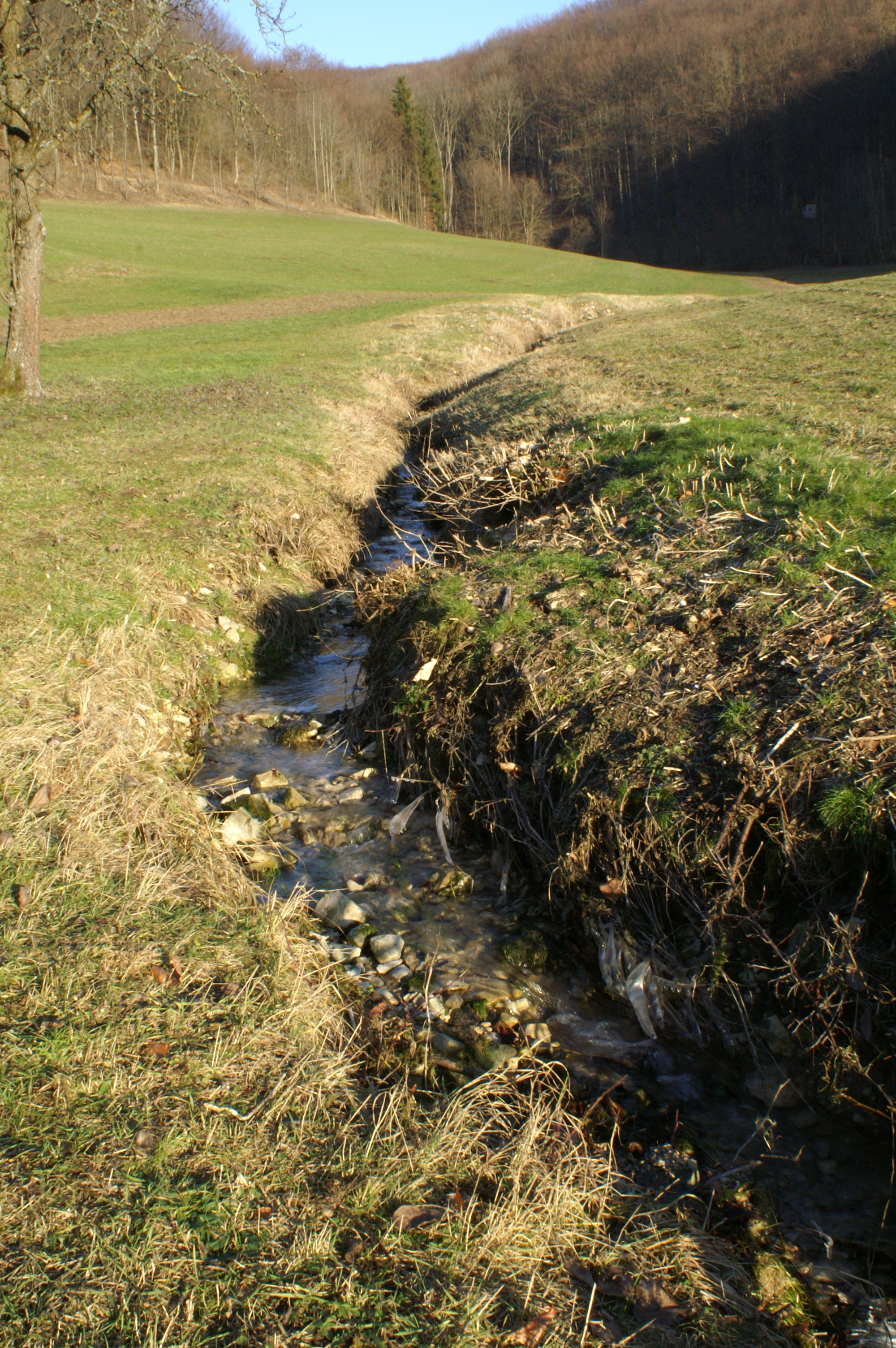
Der Quellbereich der (Degenfelder) Lauter

Degenfeld liegt etwa 13 km südöstlich von Schwäbisch Gmünd im Tal der hier ungefähr südlich ziehenden („Degenfelder“) Lauter, die auf der Ortsgemarkung unterhalb des Furtlepasses (629,6 m ü. NN) auf 595,5 m ü. NN entspringt. Der Furtlepass bildet zusammen mit dem 778,1 m ü. NN erreichenden Bernhardus in seinem Osten die natürliche Nordgrenze des Gemarkungsgebietes und ist etwa zwei Kilometer vom Siedlungsrand Degenfelds entfernt. Im Nordosten des Dorfes liegt der 756,3 m ü. NN hohe Eierberg, an seinem Südostrand eine Talspinne mit den größeren zulaufenden Tälern der Glasklinge aus dem Norden und des Schweintals aus dem Südosten. Nach Süden fließt die Lauter zwischen Lützelalb (747 m ü. NN) im Osten und Galgenberg (716,8 m ü. NN) im Westen ihres Tals in Richtung Weißenstein ab. Am westlichen Ortsrand mündet eine weitere kleine Talmulde, hinter der sich das Kalte Feld (780,9 m ü. NN) erhebt, von dem ein Ausläufer sich in einem Ostbogen an der rechten Seite des oberen Lautertals über den Steinbühl und den Hornberg nach Norden bis zur anderen Seite des Furtlepasses zieht.

### Geologie
Die Gesteinsschichten der Berge rund um Degenfeld an den Talflanken der Degenfelder Lauter wurden vor etwa 160 Millionen Jahren im damaligen Jurameer abgelagert. Leitfossilien sind vor allem Ammoniten. Mit der Auffaltung der Alpen vor rund 50 Millionen Jahren wurden die Juraschichten schräg verkippt.
Das Degenfelder Tal wurde von der Ur-Eyb geformt.

### Nachbargemeinden
Degenfeld grenzt im Norden an den Schwäbisch Gmünder Stadtteil Weiler in den Bergen, im Osten und Süden an die Stadt Lauterstein und im Westen an Weilerstoffel und Tannweiler, zwei Ortsteile von Waldstetten.

### Gliederung
Der Stadtteil besteht aus der ehemaligen Gemeinde Degenfeld. Als weiterer Wohnplatz zählt Hornberg.

## Geschichte

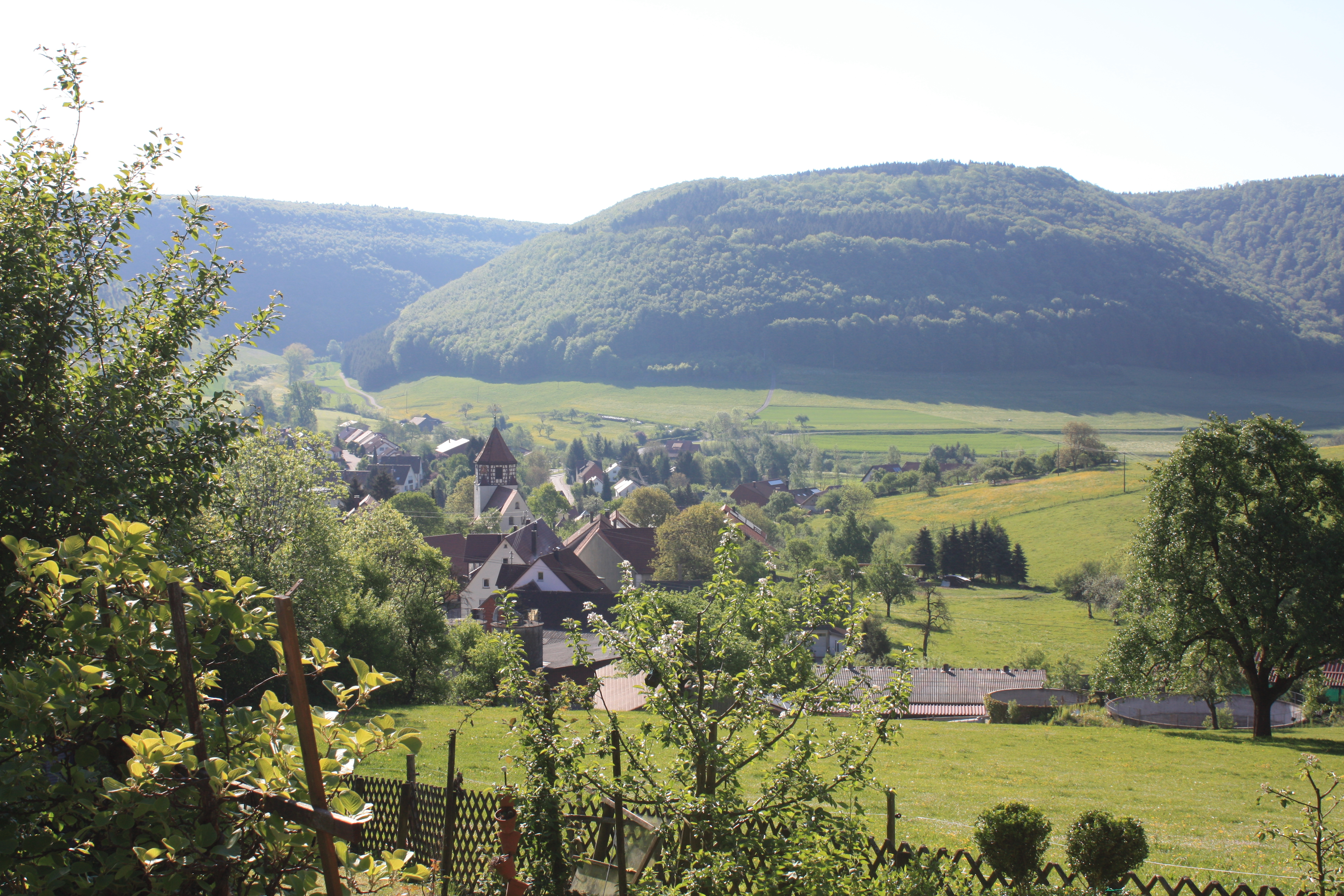
Blick auf Degenfeld

### Vor- und Frühgeschichte
Für eine Besiedlung während der Steinzeit gibt es keine Belege, wenngleich Heimatforscher verschiedentlich im Zusammenhang mit Degenfeld die Funde der Altsteinzeit am Rosenstein bei Heubach oder die mittelsteinzeitlichen Funde im benachbarten Treffelhausen und auf dem Waldenbühl bei Donzdorf erwähnen. Ebenso werden gelegentlich die Hügelgräber aus der Bronzezeit am östlich von Degenfeld gelegenen Falkenberg mit dem Ort in Verbindung gebracht.
Eine Besiedlung zur Römerzeit ist denkbar, bleibt aber ebenso Spekulation. 1906 ausgegrabene Mauerreste in der Nähe der evangelischen Kirche werden als Reste eines römischen Wachturms gedeutet. Römische Einzelfunde hingegen gibt es keine.
Die mittelalterlichen Anfänge des Ortes sind ungeklärt. Der Name des Dorfes leitet sich von einer Flurbezeichnung ab. Degel bedeutet grauer oder blauer, fruchtbarer Lehm. Ungeklärt bleibt auch die Frage, ob Degenfeld bereits von den Alamannen besiedelt wurde. Weiter östlich des heutigen Dorfes befindet sich in einem Wiesengelände oberhalb des Mündungswinkels von Glasklinge und Schweintal die Flurbezeichnung Buittingen. Der Name könnte auf einen früher hier bestehenden abgegangenen Ort hinweisen.

### Mittelalter und Neuzeit
Ein „Ůl[ricus] de Degenvelt miles“ ist 1270 der erste schriftliche Hinweis auf den Ort, als dieser Zeuge für eine Stiftung stand. Bereits 1275 wird in einem Verzeichnis des Bistums Konstanz die Kirche („Tegenuelt“) im Dekanat Geislingen aufgeführt.
Ab dem letzten Viertel des 14. Jahrhunderts war der Ort zweigeteilt. Rechts der Lauter regierten die Herren von Degenfeld, denen auch das Kirchenpatronat gehörte, links der Lauter war der Ort der Herrschaft Rechberg-Weißenstein untertan. Wegen der Teilung gab es im kleinen Ort beispielsweise zwei Amtshäuser.
1456 verlegten die Degenfelder ihren Wohnsitz in das neuerworbene Schloss Eybach bei Geislingen.
Christoph von Degenfeld verkaufte 1597 seine Anteile am Ort samt Kirchenpatronat für 17.500 Gulden an Herzog Friedrich von Württemberg, der es dem Klosteramt Königsbronn zuteilte. Württemberg setzte in seinem Herrschaftsteil die Reformation durch, was eine zusätzliche Teilung im Ort manifestierte.

### 19. Jahrhundert
1806 fiel auch der Rechbergische Teil an Württemberg, das 1809 die Teilung des Ortes beendete, indem es die selbständige Gemeinde Degenfeld im Oberamt Gmünd einrichtete. Kurzzeitig gehörte Nenningen zu Degenfeld, bevor es 1810 ans Oberamt Geislingen fiel.
Obwohl der Ort abseits bedeutender Verkehrswege lag und die Bevölkerung kaum wuchs – vom frühen 19. Jahrhundert bis zum Beginn des Zweiten Weltkriegs lag ihre Zahl recht konstant bei etwa 300 Einwohnern –, zählte Degenfeld zu den wohlhabenden Orten im Oberamt.

### 20. Jahrhundert
1934/35 wurde die katholische Kirche erbaut.
Am 16. April 1945 zerstörten Luftangriffe der Alliierten das Fliegerlager Hornberg und die Hütten auf dem Kalten Feld. Am Furtlepass und an den Ortsausgängen in Richtung Schwäbisch Gmünd und Weißenstein waren Panzersperren errichtet, der Ort sollte aufgrund seiner Bedeutung für den Albaufstieg durch eine kleine Einheit der Wehrmacht und Volkssturm verteidigt werden. Die Kreisleitung Schwäbisch Gmünd hielt sich bei ihrer Flucht kurzzeitig in Degenfeld auf und verließ die Gemeinde kurz nach den Einheiten der Wehrmacht am 24. April 1945. Die Bevölkerung öffnete daraufhin die Panzersperren, und der Ort wurde am Abend des gleichen Tages von US-amerikanischen Panzertruppen kampflos besetzt. Bis auf kleinere Scharmützel mit sogenannten Werwölfen verlief die Besetzung Degenfelds ruhig.
Nach 1945 musste die kleine Gemeinde 131 Heimatvertriebene aufnehmen, die größtenteils aus dem Sudetenland stammten. Unter ihnen war der nachmalige Bürgermeister des Ortes, Libor Steppan.
1955 beantragte die Gemeinde Degenfeld die Ausgemeindung aus dem Landkreis Schwäbisch Gmünd, um dem Landkreis Göppingen beizutreten. Kreisrat und Kreistag lehnten das Ersuchen einstimmig ab, da der Landkreis u. a. für Infrastrukturmaßnahmen für das Segelfliegerlager auf dem Hornberg erhebliche Kosten aufbrachte. Eine Volksabstimmung erbrachte keine klare Entscheidung, worauf die Gemeinde den Antrag zurückzog.

### Eingemeindung nach Schwäbisch Gmünd
Nach der Planung des Innenministeriums für die Gebietsreform um 1970 sollte Degenfeld ursprünglich aus dem Landkreis Schwäbisch Gmünd ausgegliedert werden und zusammen mit der Gemeinde Nenningen und der Stadt Weißenstein eine neue Verwaltungseinheit innerhalb des Landkreises Göppingen bilden; dieser Plan stieß in Degenfeld durchaus auf Zustimmung. Denn ins untere Lauter- und diesem anschließende Filstal pendelten mehr Bewohner als ins Remstal. Zudem bildeten Degenfeld, Nenningen und Weißenstein seit 1964 den Abwasserzweckverband „Oberes Lautertal“, und die Degenfelder Schulkinder besuchten die Hauptschulen in Nenningen und Weißenstein sowie seit 1966 auch die Grundschule in Weißenstein; in Weißenstein war der Bau einer weiteren Hauptschule für die drei Gemeinden geplant.
Als absehbar war, dass dieser geplante Neubau unterhalb Weißensteins keine Aussicht auf Genehmigung hatte, nahm Degenfeld im Februar 1970 Kontakt mit der Stadt Schwäbisch Gmünd auf. Der dortige Gemeinderat zeigte Interesse an einer Eingemeindung von Degenfeld. Auch die Stadt Weißenstein, unterstützt durch das Landratsamt Göppingen, und die Gemeinde Waldstetten bekundeten Interesse.
Bei einer Bürgerversammlung am 4. April 1970 gewann der damalige Oberbürgermeister von Schwäbisch Gmünd, Norbert Schoch, durch Versprechungen für die Förderung des Fremdenverkehrs und den Ausbau der Infrastruktur die Degenfelder für seine Kommune; Degenfelds Bürgermeister Libor Steppan hatte eine Eingemeindung nach Waldstetten bereits im Vorfeld abgelehnt. Nur zwei Tage später beschloss der Gemeinderat einstimmig eine Bürgeranhörung zum Thema.
Auch der Bürgermeister von Weißenstein und der Landrat von Göppingen versuchten wie der Oberbürgermeister von Schwäbisch Gmünd, auf Versammlungen die Degenfelder in ihrem Sinne zu beeinflussen.
Am 10. Mai 1970 stimmten bei einer Wahlbeteiligung von 88,1 % 197 Bürger für die Eingemeindung nach Schwäbisch Gmünd, 67 waren dagegen, drei Stimmen waren ungültig. Dass das Regierungspräsidium mit der Genehmigung der Eingemeindung zögerte, war für die Aushandlung des Eingemeindungsvertrages hinderlich. Es wünschte die Eingemeindung in den Landkreis Göppingen und sah deshalb den Eingemeindungswunsch Degenfelds als einen unerwünschten Präzedenzfall an. Vertreter des Innenministeriums und Regierungspräsident Friedrich Roemer versuchten noch im Juli 1970 vor Ort, die Degenfelder umzustimmen.
Nachdem die Gemeinderäte von Schwäbisch Gmünd und Degenfeld am 23. bzw. 27. Juli 1970 jeweils einstimmig den Eingemeindungsvertrag gebilligt hatten, entsprach das Regierungspräsidium durch Verfügung am 13. November 1970 der Eingemeindung von Degenfeld nach Schwäbisch Gmünd. Am 1. Januar 1971 wurde sie vollzogen. Degenfeld ist nun der südlichste Stadtteil von Schwäbisch Gmünd.

### Einwohnerentwicklung
| Jahr | Einwohner |
| ---- | --------- |
| 1812 | 291       |
| 1834 | 302       |
| 1848 | 318       |
| 1867 | 300       |
| 1900 | 252       |
| 1939 | 306       |

| Jahr | Einwohner |
| ---- | --------- |
| 1945 | 365       |
| 1961 | 394       |
| 1970 | 411       |
| 1974 | 460       |
| 2004 | 489       |
| 2014 | 455       |

## Politik

### Ortschaftsrat
Der Ortschaftsrat von Degenfeld besteht aus sechs Mitgliedern und wurde zuletzt bei der Kommunalwahl 2024 gewählt. Sämtliche Mandatsträger gehören der Degenfelder Liste an. Ortsvorsteher ist seit 28. Juli 2014 Hans-Peter Wanasek (Degenfelder Liste). Er ist Nachfolger von Angelika Wesner (Degenfelder Liste), die seit 1. Oktober 2009 im Amt war.

### Bürgermeister und Gemeinderat vor 1971
Degenfeld hatte vor seiner Eingemeindung anfangs sechs, später acht Gemeinderäte, die von den Bürgern in geheimer Wahl bestimmt wurden. Bei wichtigen Angelegenheiten wurde bis 1918 auch der Bürgerausschuss berufen.
Die Ortsvorsteher führten vor 1930 den Titel Schultheiß, danach Bürgermeister. Bis ins 20. Jahrhundert wurden die Schultheiße zunächst auf Lebenszeit, dann nur noch für 10 Jahre gewählt. Degenfelds letzter Bürgermeister, Libor Steppan, wurde am 1. Januar 1971 erster Ortsvorsteher des Stadtteils.
| Schultheiße und Bürgermeister | Amtszeit  |
| ----------------------------- | --------- |
| Johannes Fuchs                | 1810–1816 |
| Alois Aubele                  | 1816–1824 |
| Bernhard Schmid               | 1824–1832 |
| Johannes Weitmann             | 1832–1856 |
| Johannes Kaiser               | 1856–1857 |
| Johannes Mak                  | 1858–1865 |
| Sebastian Geiger              | 1865–1906 |
| Sebastian Binder              | 1906–1938 |
| Friedrich Lang                | 1938–1945 |
| Paul Aubele                   | 1945–1947 |
| Josef Nägele                  | 1948–1960 |
| Libor Steppan                 | 1960–1970 |

### Wappen
| Wappen von Degenfeld | Blasonierung: „Über blauem Schildfuß in rot-silbernen (weißen) geviertem Schild zwei gekreuzte Pfeile in gewechselten Farben.“ |
| Wappen von Degenfeld | Wappenbegründung: Das am 2. Februar 1957 vom Innenministerium Baden-Württemberg genehmigte Wappen ist abgeleitet vom Wappen der Grafen von Degenfeld, welche im Ort ihren Stammsitz hatten. Die gekreuzten Pfeile, stehen für den Ortsheiligen Sebastian. |

Die Flagge war weiß-rot.
Wie alle Wappen und Flaggen der ehemals selbständigen Gemeinden Gmünds sind die Degenfelder Symbole mit der Eingemeindung am 1. Januar 1971 als amtliches Bildkennzeichen erloschen.

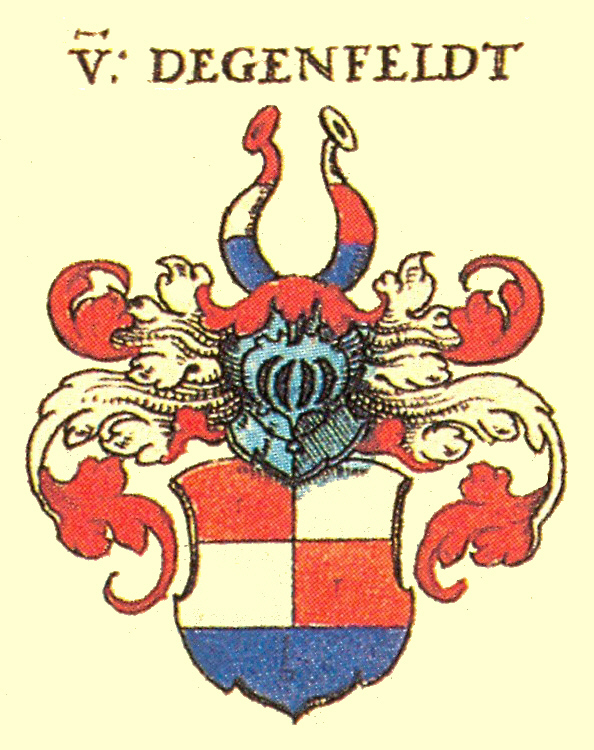
Das Stammwappen der Grafen von Degenfeld

## Kultur und Sehenswürdigkeiten

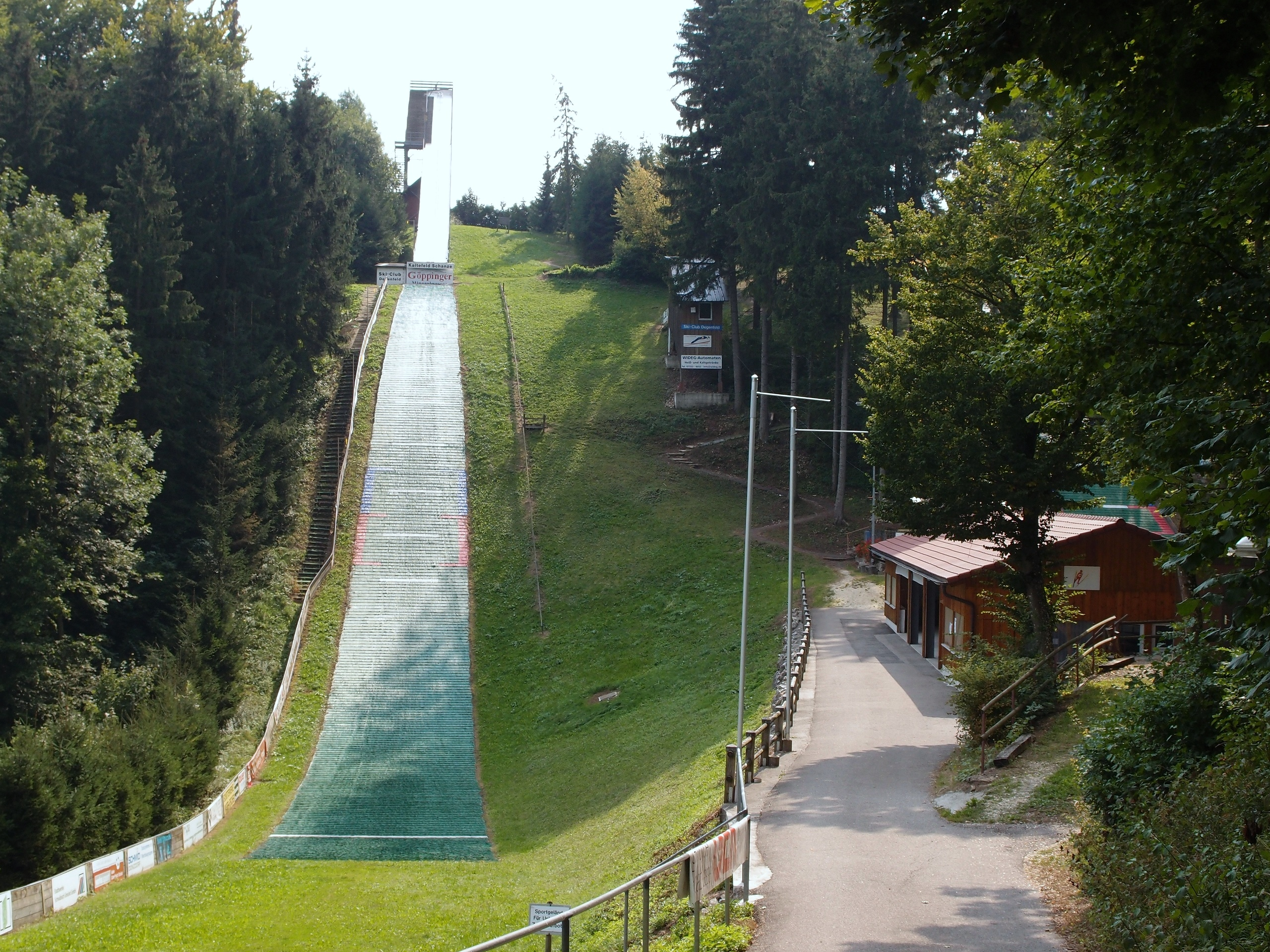
Degenfeld-Schanzen

Über die Berge um Degenfeld führt eine Reihe von Wanderwegen, was den Ort zu einem beliebten Ausflugsziel macht. Aufgrund der umgebenden Höhen ist Degenfeld traditionell ein Wintersportgebiet. Bereits 1907 wurde auf dem Kalten Feld eine Skihütte errichtet, 1926 wurden die Degenfeld-Schanzen eingeweiht, die 1927 Austragungsort der ersten Schwäbischen Meisterschaften waren.
Die Gemeinde Degenfeld, der Ski-Club Degenfeld, der Skiverein Schwäbisch Gmünd sowie einige privaten Förderer gründeten 1963 die Vereinigte Skizunft Kaltes Feld, die vier Skilifte und einen Sessellift auf dem Kalten Feld betreute. Wegen Prognosen in den 1980er Jahren, dass es keine für den Wintersport günstige Winter mehr geben würde, wurden alle Skilifte außer dem Skilift Winterhalde zurückgebaut. Nach der Auflösung der Skizunft 2010 übernahm der Schneeschuhverein Schwäbisch Gmünd die Betreuung des Liftbetriebes.
Auf dem Plateau des Hornbergs befindet sich ein bekannter Segelflugplatz.
Vom mittelalterlichen Burgstall auf dem Sporn Ochsenberg des Kalten Feldes westlich über dem Dorf, einer vermutlich schon im 15. Jahrhundert aufgegebenen Anlage, sind heute keine sichtbaren Spuren mehr vorhanden. Die letzten Mauerreste wurden wahrscheinlich 1811 abgetragen; die Vorburgzone ist überbaut.

## Religionen

### Katholische Kirchengemeinde
Die katholische Kirchengemeinde Degenfeld gehört seit 2006 zur Pfarrgemeinde St. Michael Weiler in den Bergen und damit auch zur Seelsorgeeinheit Unterm Bernhardus im Dekanat Ostalb. Sie hat ca. 240 Mitglieder.
Grundstein der katholischen Pfarrkirche Mariä Namen und St. Sebastian ist ein Stein der 1806 abgebrochenen Bernhardus-Wallfahrtskirche. Nach Fundamentlegung 1919 stockte der Bau, so dass die Kirche erst am 3. November 1935 geweiht werden konnte. Erst im Marienjahr 1954 bekam die Kirche ihre drei Glocken (Marienglocke, Sebastiansglocke und Josefsglocke). Im Jahre 1997 kam dann auch noch eine Orgel hinzu.

### Evangelische Kirchengemeinde

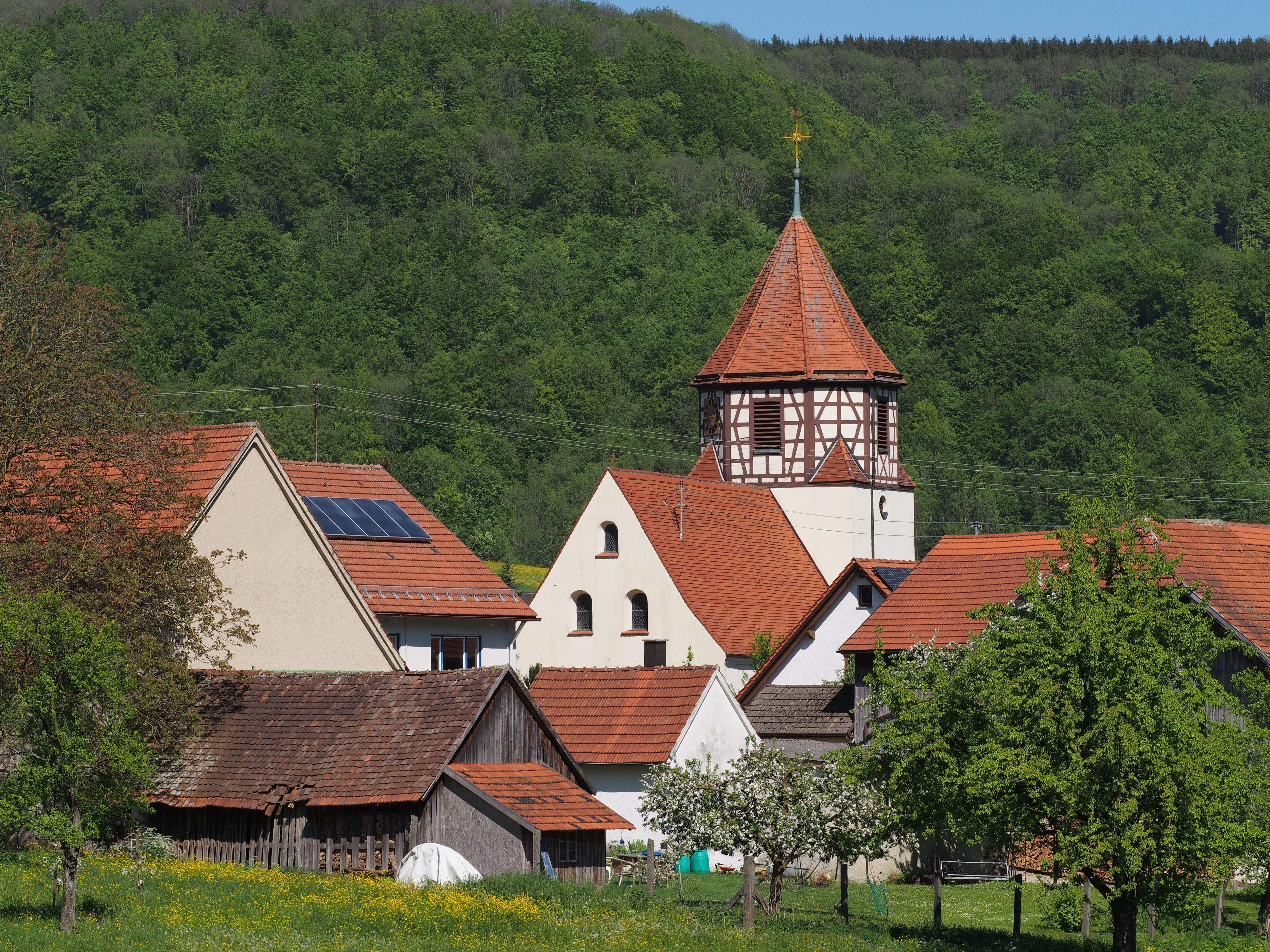
Evangelische Kirche

Die Evangelische Pfarrkirche St. Sebastian und Walburga stammt aus dem 12. Jahrhundert, erwähnt wird sie am 4. September 1471 in einem in der Pfarrkirche Degenweld verbrieften Ablassbrief.

## Wirtschaft und Infrastruktur

### Verkehr
Die Landesstraße 1160 führt über den Furtlepass ins Tal und durch den Ort und wurde seit 1960 mehrfach erneuert. Bereits 1932/33 baute der Kreisverband Gmünd die Straße vom Furtlepass auf den Hornberg, die Gemeinde Degenfeld musste sich an den Kosten des Grundstücksankaufs beteiligen.
Seit 1933 verbindet eine Buslinie Weißenstein über Degenfeld mit Schwäbisch Gmünd, die auch eine Haltestelle auf dem Hornberg und am Furtlepass anfährt. Es ist heute die Linie 2 der Stadtbus Gmünd.
Am Bau der Bahnstrecke Süßen–Weißenstein 1900/01 beteiligte sich die Gemeinde mit einem Betrag von 2.500 Mark. Über die Bahnhöfe Nenningen und Weißenstein (Württ) dieser Nebenbahn kamen vor allem Wintersportler in den Ort. 1967 wurde der Personenverkehr eingestellt.

### Bildung
1936 wurden die beiden Konfessionsschulen zusammengelegt, die Schule blieb bis 1966 im Ort. Danach wurden die Grundschüler in Weißenstein, die Hauptschüler in Nenningen und Weißenstein unterrichtet. Seit September 1971 besuchen die schulpflichtigen Kinder die Uhlandschule in Bettringen. Im ehemaligen Schulhaus ist heute der Kindergarten des Stadtteils untergebracht.
Die Segelfliegerschule auf dem Hornberg wurde zum Jahreswechsel 2010/11 geschlossen.

## Vereine
Ältester Verein des Ortes ist der 1901 gegründete Liederkranz Degenfeld, der vier Chören eine Heimat bietet.
Der Ski-Club Degenfeld zählt etwa 300 Mitglieder. Der Verein wurde am 21. Januar 1922 gegründet und brachte in den klassischen nordischen Skisportarten mehrere deutsche Titelträger wie z. B. Anna Rupprecht und mit Stefanie Köhrer-Wamsler und Carina Vogt sogar zwei Olympiateilnehmerinnen (Cortina d’Ampezzo 1956 und Sotschi 2014) hervor. Carina Vogt gewann als erste Skispringerin die Goldmedaille bei den Olympischen Spielen in Sotschi.
Der ebenfalls zu Degenfeld gezählte Freizeitclub Degenfeld hat seinen Sitz im benachbarten Lauterstein.

## Persönlichkeiten
- Carina Vogt (* 1992), deutsche Skispringerin beim SC Degenfeld; wurde bei den Olympischen Winterspielen in Sotschi 2014 die erste Olympiasiegerin im Skispringen.